# Festplatz

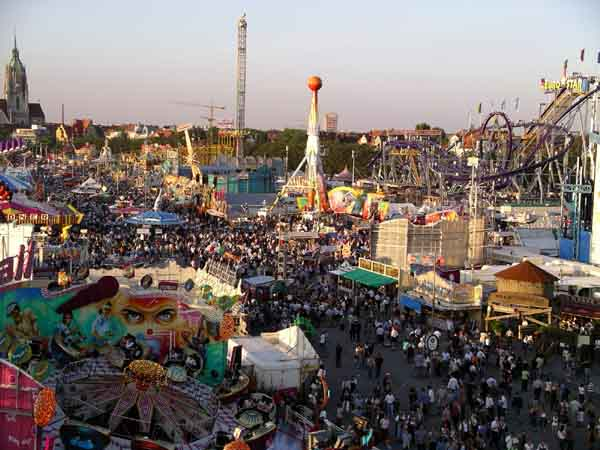
Münchner Theresienwiese

Bei einem Festplatz, je nach Region auch Rummelplatz oder Schützenplatz genannt, handelt es sich um einen geeigneten Platz zur regelmäßigen Durchführung eines Volksfestes wie auch von Zirkus-Gastspielen sowie für einzelne oder wiederkehrende Freiluftveranstaltungen. 
Ein Festplatz sollte für den hohen Strombedarf der Fahrgeschäfte der Schausteller über einen leistungsfähigen Stromanschluss verfügen sowie für die Festzelte und Toiletten auch leistungsfähige Frisch- und Abwasserleitungen vorhalten. Eine Anbindung an den ÖPNV ist wünschenswert, das Vorhandensein einer ausreichenden Anzahl von Parkplätzen im Nahbereich kaum verzichtbar.
Da viele Fahrgeschäfte über ein beachtliches Gewicht verfügen und auch nicht kippen dürfen, muss ein Festplatz über ein zumindest teilweise befestigtes, ebenes Gelände verfügen.
Um nicht Anlass zu Lärmbelästigungen zu geben, sollte ein ständiger Festplatz nicht unmittelbar bei Wohngebieten und insbesondere nicht in der Nähe von Krankenhäusern und Altenheimen liegen. Traditionelle Festplätze, die oft seit Jahrzehnten oder Jahrhunderten in dieser Funktion genutzt werden, befinden sich jedoch häufig inmitten der jeweiligen Ortschaft.
Ein Flugplatz in direkter Nähe ist ebenfalls ungünstig, da wegen Flugsicherheitsauflagen unter Umständen keine hohen Fahrgeschäfte wie Riesenräder aufgestellt werden dürfen.

## Bekannte Festplätze
- Bürgerweide in Bremen (heutiger Veranstaltungsort des Bremer Freimarkts)
- Cannstatter Wasen in Stuttgart-Bad Cannstatt, (Veranstaltungsort des Cannstatter Volksfestes und des Stuttgarter Frühlingsfestes)
- Heiligengeistfeld in Hamburg, (Veranstaltungsort des Hamburger Dom)
- Pützchens Markt in Bonn
- Schützenplatz Hannover: Schützenfest Hannover (das größte Schützenfest der Welt), Oktoberfest Hannover und Frühlingsfest Hannover.
- Theresienwiese in München,  (Veranstaltungsort des Oktoberfestes und des Münchner Frühlingsfestes)
- Zentraler Festplatz Berlin (Veranstaltungsort für z. B. das Deutsch-Französische Volksfest)